# Lara (namn)

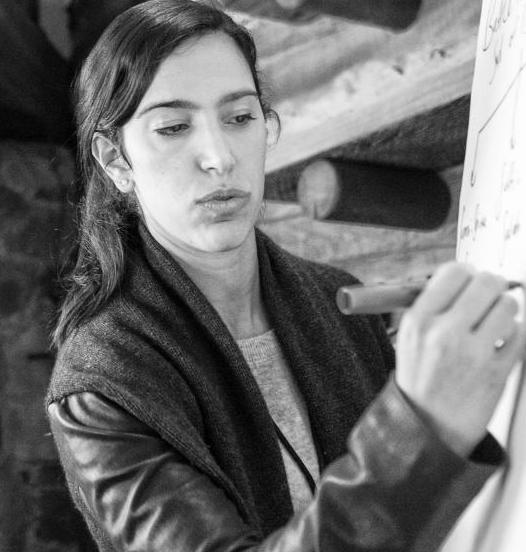
Lara Setrakian, 2014.

Lara är ett egennamn, ett kvinnonamn. Det är en kortform av det ryska namnet Larisa.

## Personer med namnet Lara

### Förnamn
- Lara Flynn Boyle, amerikansk skådespelerska
- Lara Setrakian, amerikansk-armenisk journalist som bland annat bevakat den arabiska våren

### Efternamn
- Brian Lara, cricketspelare från Trinidad och Tobago
- Agustín Lara, mexikansk kompositör
- Alexandra Maria Lara, tysk-rumänsk skådespelare

## Fiktiva
- Lara Croft, rollfigur i Tomb Raider
- Lara den kvinnliga huvudpersonen i romanen Doktor Zjivago av Boris Pasternak